# Завадовка (Тернопольская область)
Завадовка (укр. Завадівка) — село в Монастырисской городской общине Чортковского района Тернопольской области Украины.
До 2020 года входило в Монастырисский район.
Население по переписи 2001 года составляло 233 человека. Почтовый индекс — 48313. Телефонный код — 3555.